# Žvabovo
Žvabovo este o localitate din comuna Šentjernej, Slovenia, cu o populație de 30 de locuitori.